# Coursing

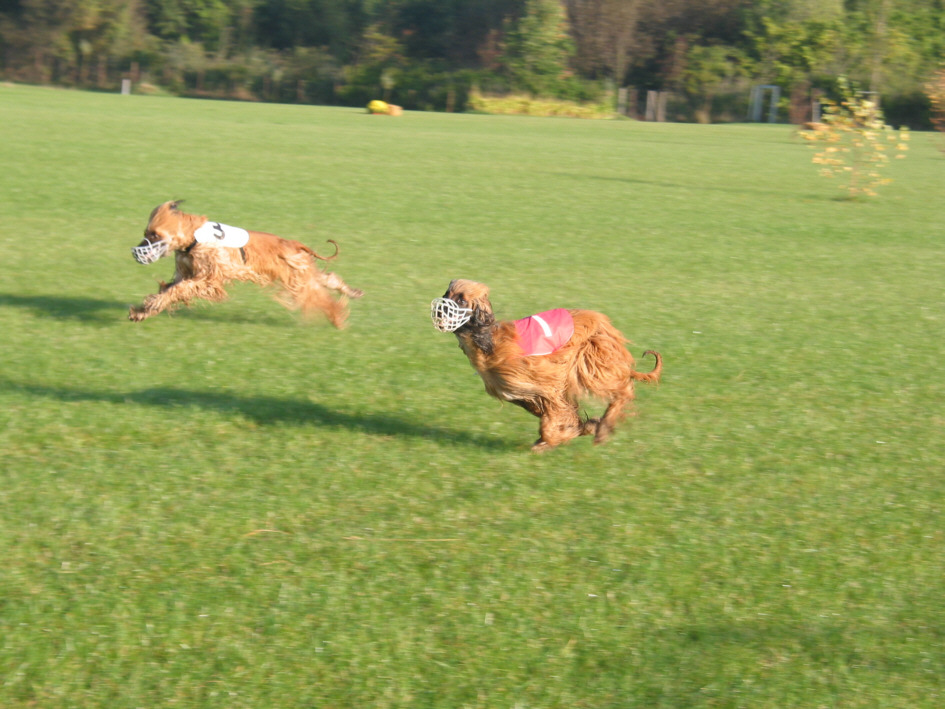
Due levrieri afgani in una gara di coursing

Con il termine coursing si definisce uno sport cinofilo per le razze canine del gruppo 10 (levrieri) che consiste in una caccia simulata che si svolge su terreno naturale privo di ostacoli e di pericoli per i cani, non quindi nei cinodromi.
I cani inseguono a coppie una preda finta detta zimbello correndo su un percorso di 500/1000 metri con brevi rettilinei e cambi di direzione. Lo zimbello viene mosso da un filo che scorre su un sistema di pulegge compiendo bruschi cambi di direzione e simulando quindi il movimento naturale di una lepre. I cani rincorrono la preda in coppie e vince la prova il cane che ha mostrato maggiore abilità nella caccia.
I parametri giudicati dai giudici sono velocità, ardore, intelligenza, destrezza, resistenza, a ciascuno di questi viene assegnato un punteggio. Le prove si dividono in due manche nel corso delle quali cambiano gli abbinamenti fra i soggetti.
Partecipano alle prove levrieri di tutte le razze, suddivisi in categorie per razza.